# Clan Nagano
Il clan Nagano (上野長野氏?) o Ueno-Nagano fu un'importante famiglia di samurai servitrice del clan Uesugi che combatté contro il clan Takeda durante il periodo Sengoku.
Il clan Nagano si ipotizza discendesse da Narihira Ariwasa (825-880). Il clan crebbe di forza ed importanza durante il periodo Muromachi e divenne molto influente nella parte ovest della provincia di Kōzuke. Il clan costruì il castello di Minowa come loro roccaforte nel 1512.
Durante il periodo Sengoku la famiglia Nagano era servitrice di Uesugi Norimasa (1523-1579) del ramo Yamanouchi-Uesugi. Verso il 1550 il clan Uesugi venne indebolito nelle guerre contro gli Hōjō ed i clan Takeda subendo numerose sconfitte.
Il capo del clan a quel tempo era Nagano Narimasa (1491-1561). Dopo che Uesugi Norimasa aveva lasciato la provincia di Kōzuke, Narimasa con alcuni signori locali di questa zona si unì al clan Hōjō. Ma nel 1560, Uesugi Kenshin iniziò la sua campagna contro il clan Hōjō aiutando Uesugi Norimasa ed invase la provincia di Kōzuke. In quel momento Narimasa si alleò nuovamente agli Uesugi, e Kenshin mise in assedio il castello di Odawara ma non riuscì a conquistarlo e si ritirò.
In quell'anno Takeda Shingen che già possedeva la provincia di Shinano invase la provincia di Kōzuke. Per combattere con l'esercito Uesugi, il clan Hōjō non contrastò l'invasione di Shingen della provincia. Di fronte all'attacco di Shingen, Narimasa organizzò i signori vicini e continuò a colpire l'esercito di Takeda con tattiche di guerriglia dal castello di Minowa. Fino a quando Narimasa rimase in vita Shingen non riuscì a conquistare la provincia.
Ma nel 1561 Narimasa morì di malattia e chiese come ultima volontà al figlio Narimori di resistere contro Shingen. Narimori combatté valorosamente contro Shingen per cinque anni, ma a causa del contemporaneo attacco e delle pressioni di Shingen ai vari signori locali, il clan perse gradualmente sostegno e forza. Infine, nel 1566, il clan isolato fu assediato dai soldati Takeda al castello di Minowa e dopo una disperata lotta Narimori ed i suoi familiari si uccisero nella parte interna del castello.